# Це було за Нарвською заставою
«Це було за Нарвською заставою» — радянський телефільм 1981 року, знятий режисером Віктором Окунцовим на студії «Лентелефільм».

## Сюжет
За мотивами оперети Г. Свиридова «Вогники». У Петербурзі за Нарвською заставою велике хвилювання — з'явився революціонер Нечаєв, який налаштовуватиме робітників на боротьбу. Ні навколоточний, ні філер, ні власник шинку — ніхто не знає, як він виглядає. Але всі рішуче налаштовані зловити його.

## У ролях
- Леонід Серебренников — Іллюшка Самойлов / Петро Петрович Нечай
- Тетяна Куліш — Мальцева Тетяна Іванівна, вчителька співу
- Юрій Прокоф'єв — Шура, племінник Якова Фоміча
- Олена Соловйова — Катя
- Олександр Соколов — Богомолов Яків Фоміч, господар шинку «Ельдорадо»
- Олександр Дем'яненко — Гнутий, поліцейський начальник (кололотковий), дворянин
- Станіслав Соколов — Пупченок, філер
- Олексій Кожевников — Аполлінарій, шинкар
- Людмила Ксенофонтова — місіонерка
- Анатолій Дубанов — робітник
- Анатолій Горін — робітник
- Юрій Карпенко — робітник
- Євген Артем'єв — робітник
- Володимир Ляхов — дідусь Каті
- Петро Шелохонов — Григорій, робітник
- Євген Тілічєєв — продавець «щасливих» квитків на ярмарку
- А. Войнова — епізод
- Борис Смолкін — продавець книг на ярмарку
- Валерій Криштапенко — продавець повітряних куль на ярмарку
- Андрій Шаронов — робітник
- Анатолій Петров — епізод
- Олексій Фалілєєв — робітник
- Юрій Петров — епізод
- Андрій Уланов — епізод
- Марія Людько — донька робітників
- Антон Гранат — хлопчик на ярмарку
- Алік Гайнанов — епізод
- Валентина Кособуцька — місіонерка
- Олена Новикова — епізод
- Павло Первушин — дядько Семен, учасник робочої сходки
- Ірина Сорокіна — епізод

## Знімальна група
- Режисер — Віктор Окунцов
- Сценарист — Леонід Трауберг
- Оператор — Павло Засядко
- Композитор — Георгій Свиридов
- Художник — Володимир Лебедєв